# Louis Haber von Linsberg

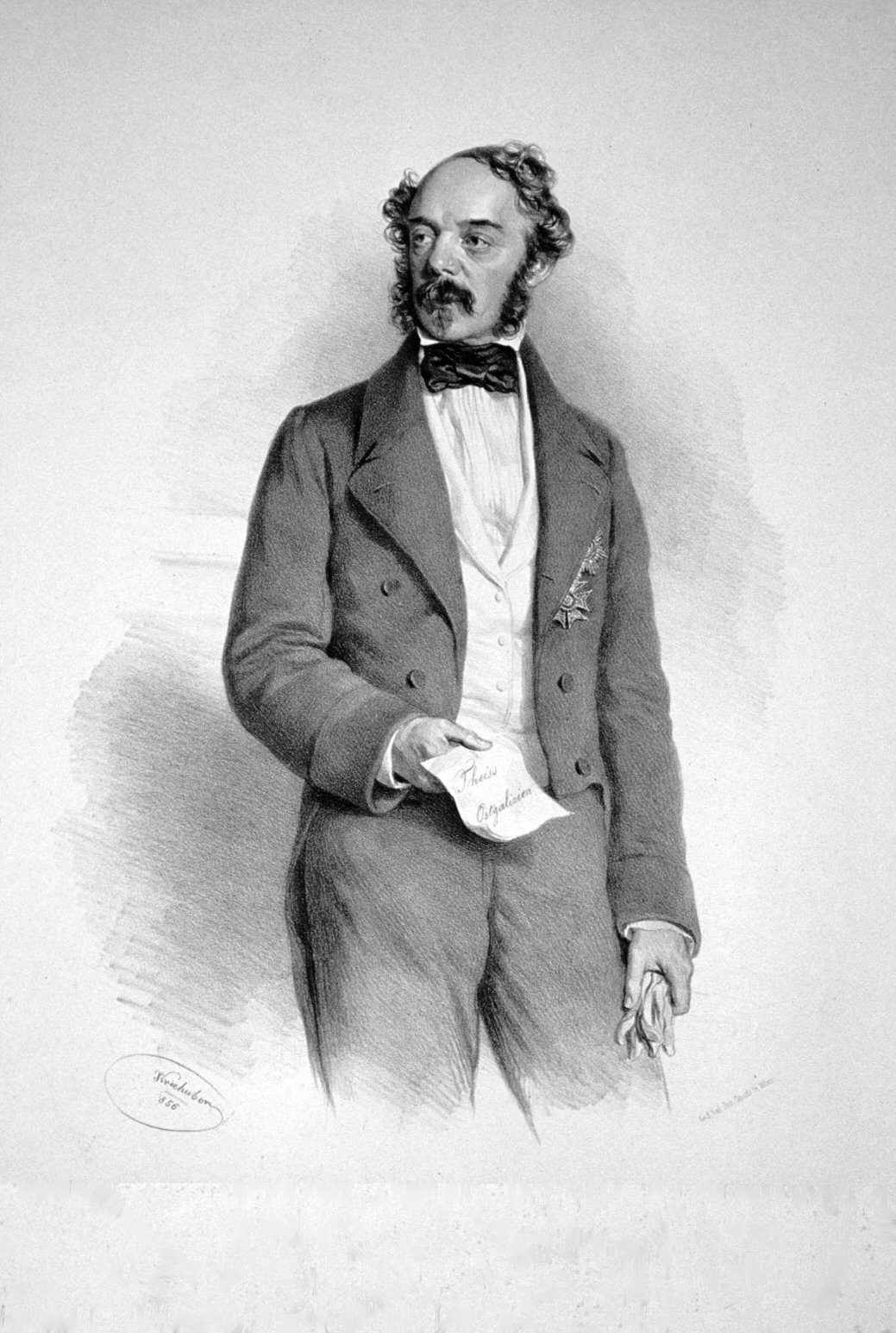
Ludwig Haber Freiherr von Linsberg in einer Lithographie von Josef Kriehuber, 1855

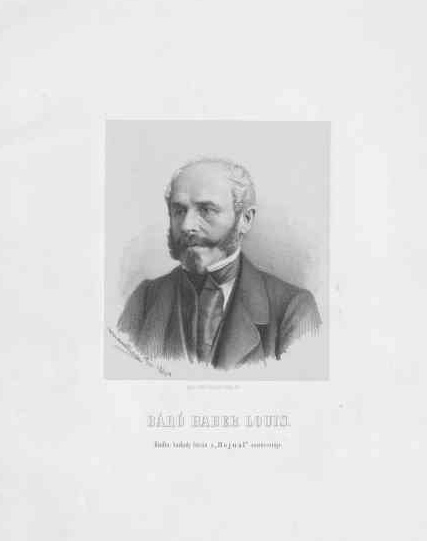
Ludwig Freiherr von Haber von Linsberg, im Alter

Ludwig (Louis) von Haber, ab 1869 Freiherr von Linsberg (* 15. Juli 1804 in Karlsruhe, Baden; † 27. Januar 1892 in Wien) war ein deutsch-österreichischer Großbankier, Finanzmann und Industrieller.

## Leben

### Herkunft und Familie
Louis Haber von Linsberg war ein Sohn des Karlsruher Hofbankiers Salomon von Haber. Er hatte drei Brüder, nämlich Moritz von Haber (1798–1872), Eli von Haber (1807–1881) und Samuel Arthur von Haber (1812–1898). Er war Schwiegervater von Max von Scharschmid und Schwager von Karel Freiherr von Villani (1818–1883). Er heiratete im Jahre 1830 Henriette, geb. Herz († 1884) und bekam mit ihr vier Kinder, davon ein Sohn und drei Töchter. Er konvertierte zu einem unbestimmten Zeitpunkt vom Judentum zum Christentum.

### Karriere
Nach absolviertem Studium im Jahre 1828 in Freiberg und an der Universität Göttingen sowie Tätigkeit im väterlichen Bankhaus (Insolvenz im Januar 1848) kam Haber 1849 nach Österreich und stieg dort in das Unternehmen seines Schwiegervaters Heinrich Eduard Herz in Prag in Böhmen ein. Er war Mitbegründer des Vereins der Zuckerfabrikanten. 1855 gründete er mit Max Fürstenberg, Adolph Schwarzenberg, Vincenz Auersperg und Otto Chotek die Credit-Anstalt für Handel und Gewerbe; er war auch mitbeteiligt an der Gründung der österreichischen Bodencreditanstalt. 1869 wurde er zum österreichischen Freiherrn ernannt. Er war Besitzer der Güter Linsberg und Neustift am Alpenwalde.
Außerdem war er ab dem 10. Dezember 1872 Mitglied des Herrenhauses auf Lebenszeit, wo er Mitglied der Verfassungspartei wurde.